# Centro Financiero Confinanzas
Pour la Tour de David à Jérusalem, voir Tour de David.
Le Centro Financiero Confinanzas ou Torre de David (Tour de David) est un immeuble inachevé de 45 étages situé à Caracas au Venezuela. Entamée en 1990, la construction est arrêtée en 1994 à la suite de la crise économique que traverse le pays. Cet édifice est depuis squatté par des Vénézuéliens sans logement.

## Historique
Le Centro Financiero Confinanzas est composé de plusieurs bâtiments : El Atrio (comprenant le hall d'entrée et les salles de conférence), Torre A (la principale tour de 190 m avec à son sommet un héliport, Torre B, Edificio K et Edificio Z.
Le complexe devait devenir le centre financier de Caracas. Équivalent vénézuélien du Wall Street américain aux yeux de David Brillembourg (qui a laissé son nom à l'édifice) et qui était à l'origine du projet. Dessinée par l'architecte vénézuélien Enrique Gómez, les travaux commencent en 1990.
En 1993, Brillembourg décède. L'année suivante, les travaux sont interrompus à la suite de la crise financière qui secoue alors le Venezuela et ne reprendront pas. L'immeuble est alors achevé à environ 60% avec ses 45 étages (soit la totalité prévue), même si au-delà du 28e étage, les travaux de gros œuvre ne sont pas très avancés.
En octobre 2007, face aux problèmes croissants de logement, la mairie autorise des gens à s'abriter au premier niveau de l'édifice. Par la suite, de nombreuses autres personnes viendront squatter l'immeuble parmi lesquelles aussi bien des personnes ayant un revenu régulier que des chômeurs.
En 2013 il est estimé qu'environ 3 600 personnes vivent au sein de l'immeuble moyennant un loyer de 170 bolivars.
Bien qu'il manque les ascenseurs, les balustrades, les fenêtres, ainsi que certains murs, l'électricité et l'eau sont présents à quelques niveaux grâce au système D. Des petits commerces ouvrent à l'intérieur de la construction tels un dentiste sans autorisation d'exercer, un coiffeur, un salon de beauté. L'eau et l'électricité sont même disponibles à plusieurs niveaux. Le parking est également utilisé par certains propriétaires de voitures.
Le bâtiment offre un relatif niveau de sécurité, en comparaison avec le reste de la ville.

## Expositions
En 2012 Urban-Think Tank présente une exposition consacrée à cette construction lors de la 13e exhibition d'Architecture internationale de Venise.

## Dans la culture populaire
Le bâtiment est mis en scène dans le troisième épisode de la troisième saison de la série Homeland. L'épisode a en réalité été tourné à Puerto Rico .